# Vignate
Vignate település Olaszországban, Lombardia régióban, Milánó megyében. Lakosainak száma 9191 fő (2023. január 1.). Vignate Cernusco sul Naviglio, Liscate, Melzo, Rodano, Cassina de’ Pecchi és Settala községekkel határos.

## Népesség
A település lakossága az elmúlt években az alábbi módon változott:
| Lakosok száma | 9201 | 9309 | 9269 | 9191 |
|               | 2013 | 2017 | 2018 | 2023 |